# 杜紹
杜紹（1470年—1539年），字述之，别號朴菴，河南開封府扶溝縣人，軍籍，明朝政治人物。

## 生平
正德十一年（1516年）丙子科河南鄉試第五十六名舉人。正德十六年（1521年）中式辛巳科會試第二百□十八名，登第二甲第五十一名進士。十月授户部陕西司主事，奉敕督运犒金。嘉靖改元，六月榷临清钞关，二年（1523年）八月还京，十月监督南畿粮饷。十二月母亲去世，三年正月至淮扬時聞母喪，回籍丁忧。五年丙戌七月服阕，復除户部廣東司主事，十一月復奉敕南直隶监兑粮储。六年正月抵达徐州，次常州、苏州，不久罢官。嘉靖十八年六月十一日以疾终于家，年七十。所著有《朴菴初藁》、《中藁》、《後藁》、《使南集》、《杜氏家谱》、《扶沟县志》等。

## 家族
曾祖杜春，號藏春；祖父杜清，號荩轩，曾任大同府经历；父杜璿（1438年-1517年），字良玉，號雪崖，曾任義官，贈户部陕西司主事。母劉氏，封太安人。弟缓、缊、絅。